# Домброва-Гурнича
Домбро́ва-Гурни́ча (пол. Dąbrowa Górnicza МФА: [dɔmˈbrɔva ɡurˈɲit͡ʂa]о файле, сил. Důmbrowa Gůrńičo, буквально «Дубрава Шахтёрская») — город на юге Польши, крупнейший промышленный центр в Домбровском угольном бассейне. Наибольший по площади город в Силезском воеводстве. Принадлежит к Агломерации городов Верхней Силезии. С 2018 года один из 41 города, образующего Гурношленско-Заглембскую Mетрополию. Культурно и исторически ближе к Малопольше, население разговаривает на малопольском диалекте.

## История
Первые упоминания поселения относятся к 1775 году. В 1793 году вошло в состав Пруссии в ходе второго раздела Речи Посполитой. После Парижского мирного договора 1815 года вошло в состав Царства Польского. После открытия Домбровского угольного бассейна в середине XIX века становится крупным центром угледобычи и чёрной металлургии. В 1916 получает статус города, а в 1918 входит в состав Польской республики.
В 1857 году здесь родился Ян Цепляк, будущий епископ Римско-Католической Церкви в Российской империи и митрополит Виленский. В 2016 году рондо в одном из районов Домброва Гурнича получило имя «Рондо Цепляка».
Во время Второй мировой войны на территории города нацисты организовали гетто. Оно действовало с 1940 года до июль 1943 года. Большая часть его узников была отправлена в Освенцим.

## Население
| Год  | Численность | Численность |
| ---- | ----------- | ----------- |
| 1789 | 150         |             |
| 1827 | 200         |             |
| 1860 | 600         |             |
| 1880 | 6000        |             |
| 1890 | 12 500      |             |
| 1911 | 24 000      |             |
| 1916 | 29 900      |             |
| 1924 | 33 800      |             |
| 1939 | 42 082      |             |
| 1946 | 28 070      |             |
| 1955 | 41 219      |             |
| 1965 | 60 434      |             |
| 1975 | 79 785      |             |
| 1982 | 152 373     |             |
| 1995 | 130 448     |             |
| 2007 | 128 795     |             |
| 2016 | 122 712     |             |
| 2021 | 116 930     | [ 6 ]       |
| 2023 | 114 148     | [ 7 ]       |
| 2024 | 112 876     | [ 8 ]       |

## Транспорт
- На расстоянии около 11 км от города находится международный аэропорт Катовице-Пыжовице.
- В городе имеется 9 железнодорожных станций и платформ, в частности важные станции Домброва-Гурнича, Домброва-Гурнича Зомбковице и Домброва-Гурнича-Товарная.
- В городе имеются 3 трамвайные линии, входящие в систему «Силезские Трамваи», которая охватывает 13 городов Силезского воеводства. Через город проходят десятки трасс городских и междугородных автобусов.

## Фотографии

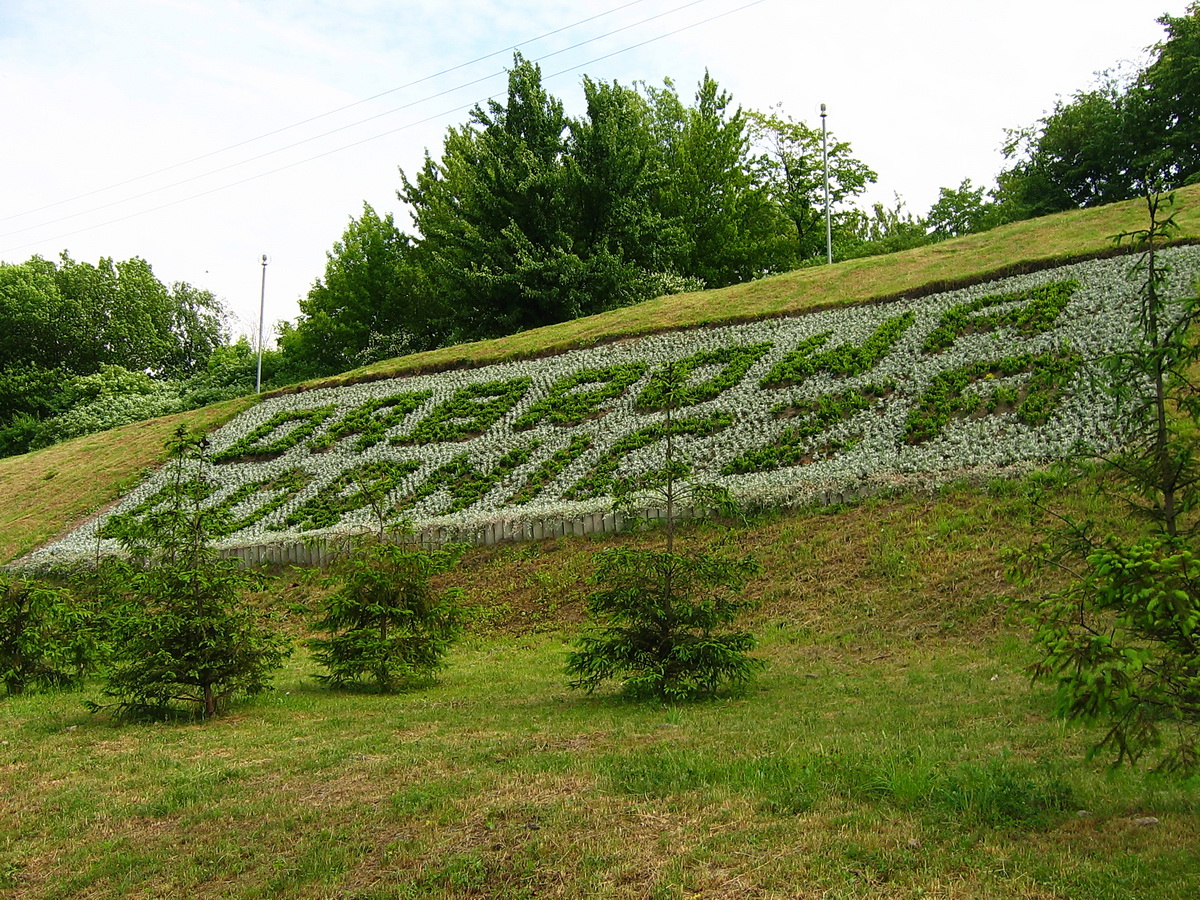
Надпись «Dąbrowa Górnicza» в парке имени генерала Халлера
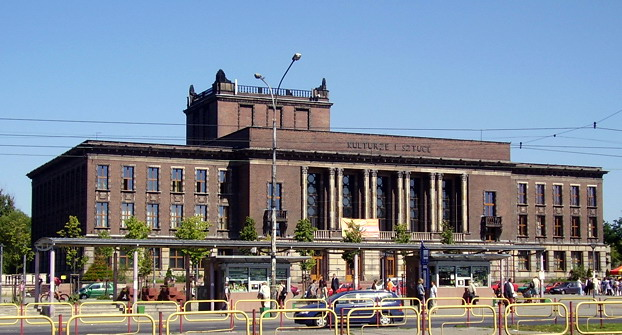
Дворец культуры
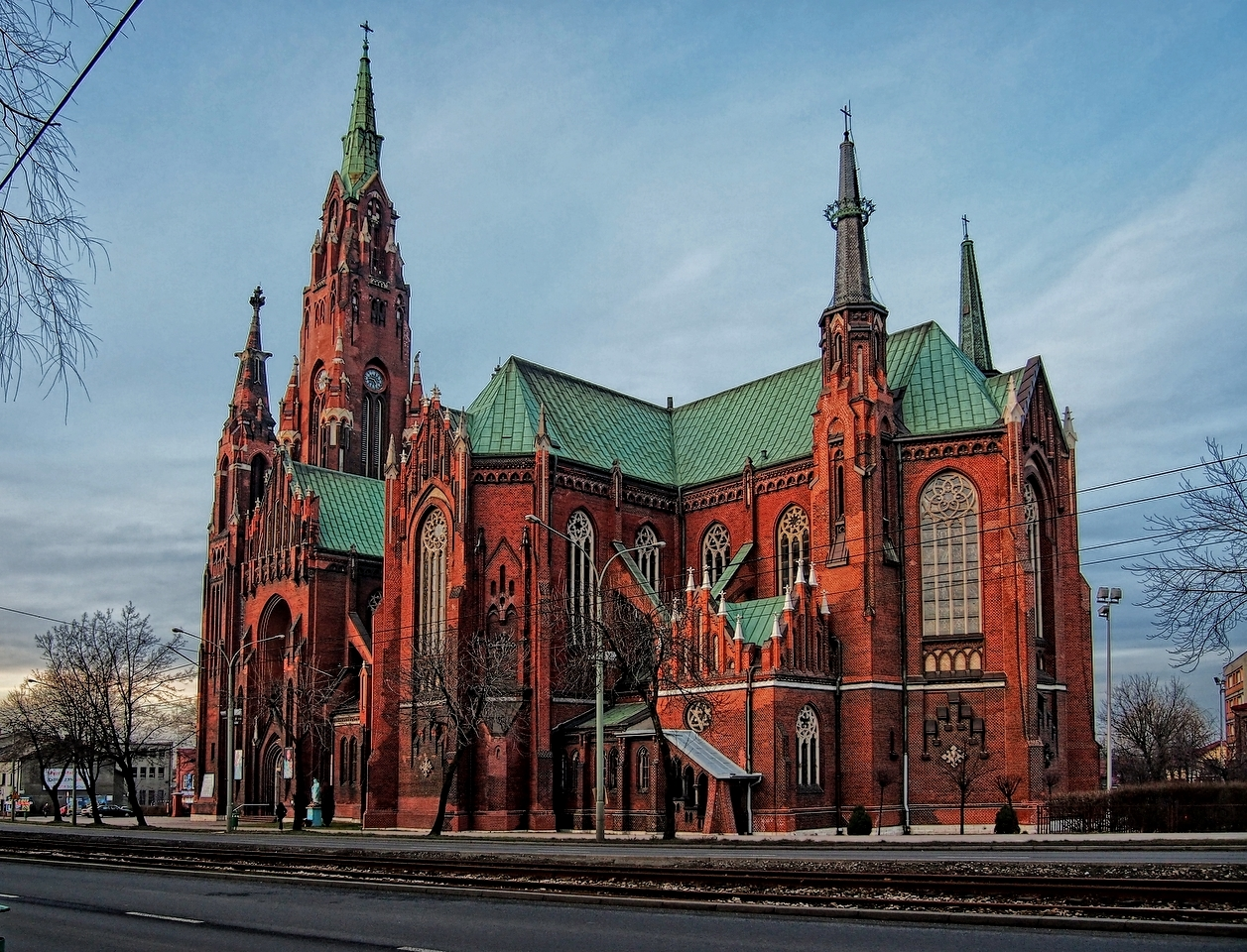
Базилика
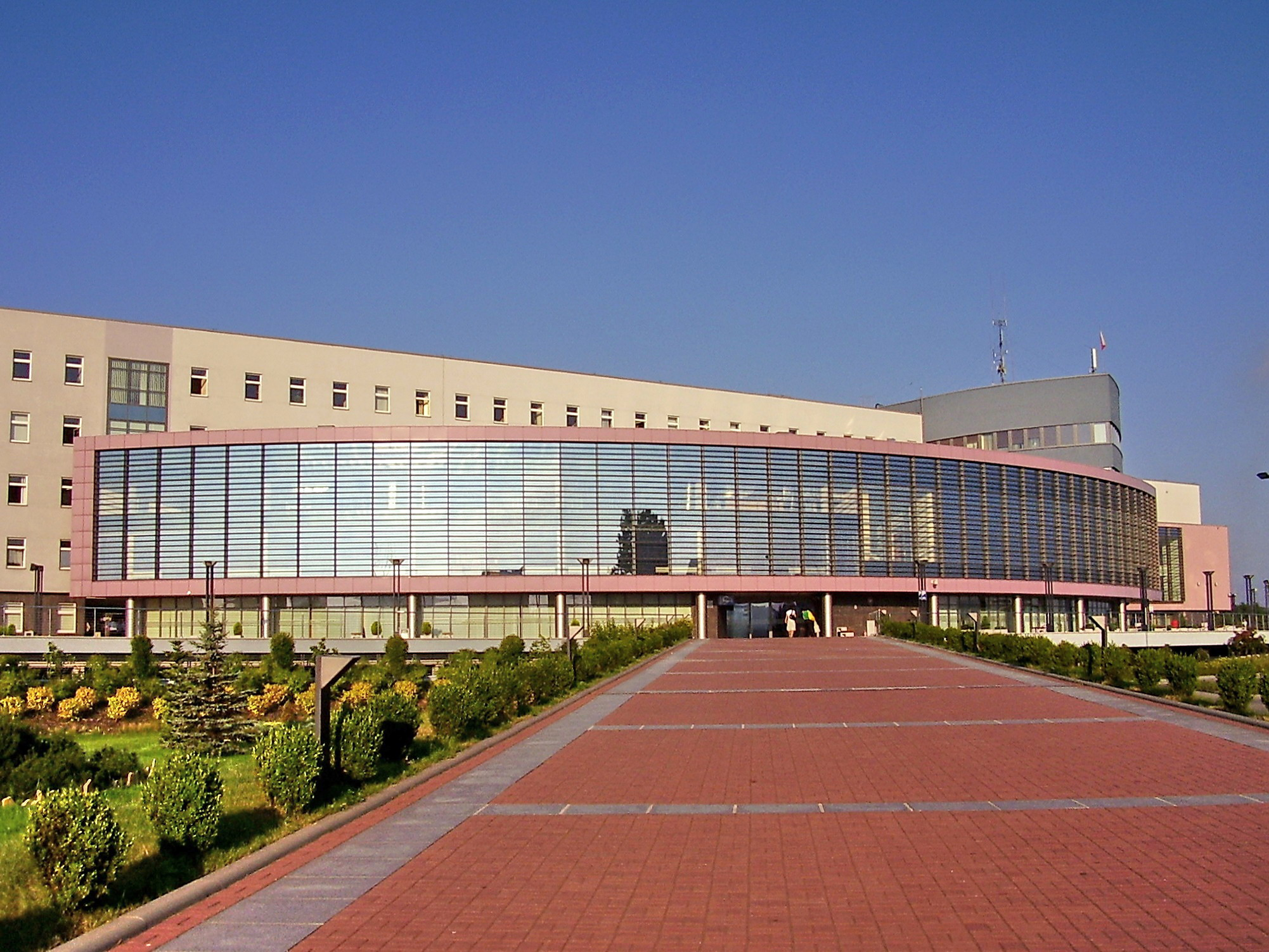
Здание городского правительства
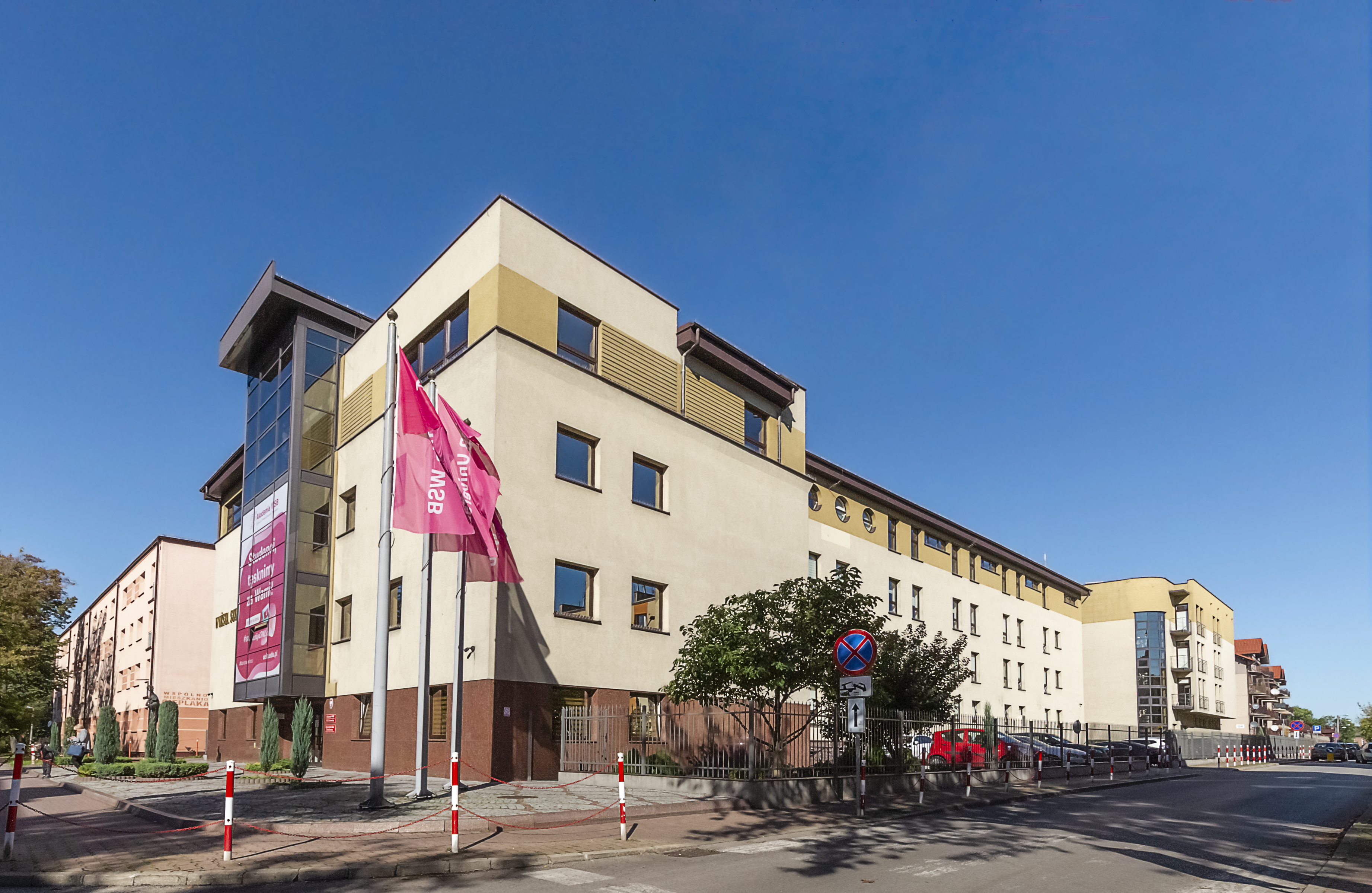
Главный корпус Академии ВСБ
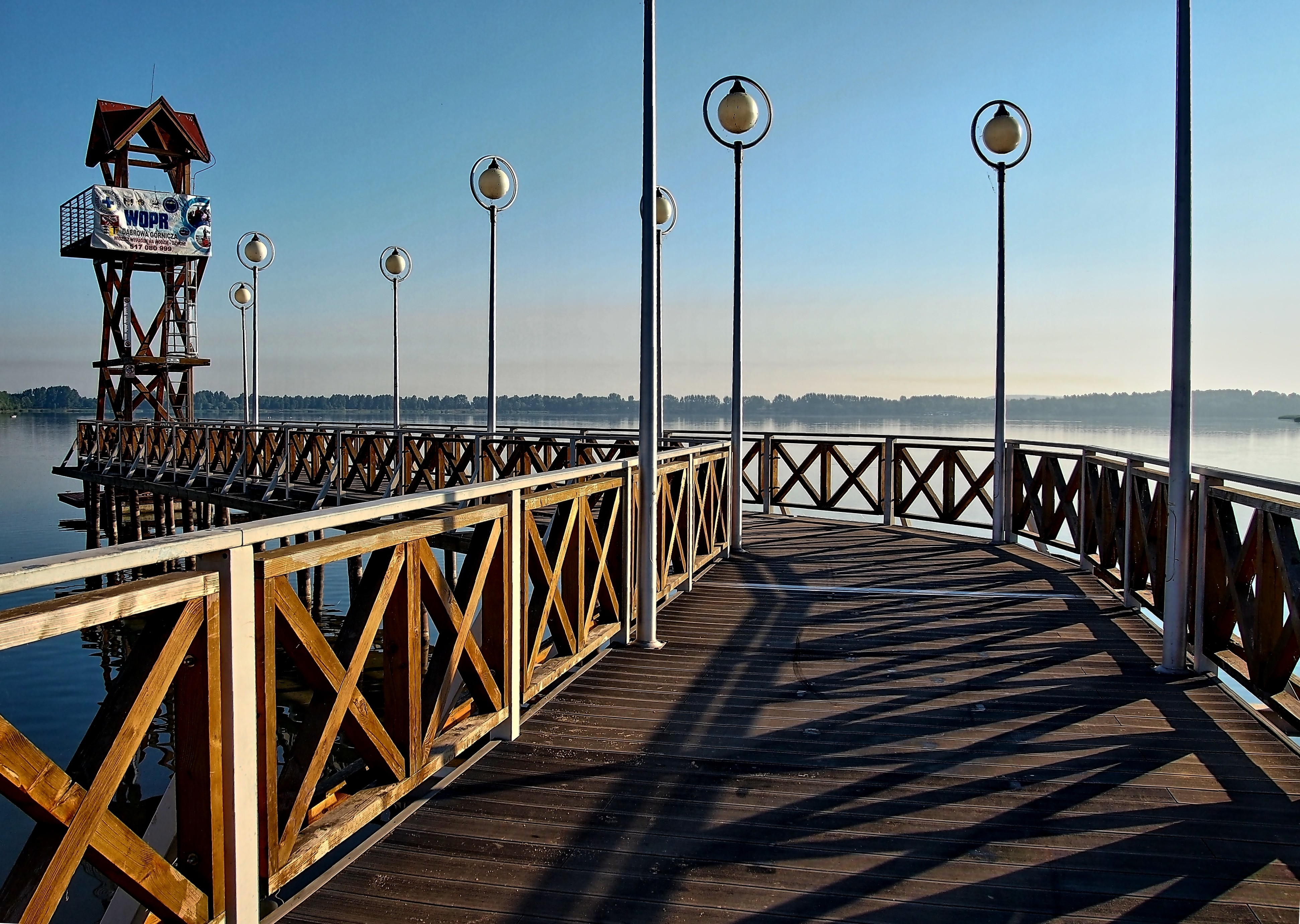
Пирс над водохранилищем Погория III

## Города-побратимы
- Алчевск, Украина[9]
- Кымпулунг-Молдовенеск, Румыния
- Студенка[вд], Чехия